# Ângulo de Brewster

Uma ilustração da polarização da luz que incide sobre uma interface no ângulo de Brewster.

Ângulo de Brewster ou ângulo de polarização é o ângulo de incidência para o qual a reflexão anula completamente a componente paralela da onda em relação ao plano de incidência. Com isso, a onda refletida só tem uma componente, que é a perpendicular ao plano de incidência. O ângulo no qual este fenômeno ocorre é assim denominado devido ao físico escocês, Sir David Brewster (1781–1868).
O ângulo de Brewster é dada por {\displaystyle \theta _{B}=\arctan \left({\frac {n_{2}}{n_{1}}}\right)}, onde {\displaystyle \theta _{B}} será o ângulo de Brewster, sendo n1 o índice de refração do meio de onde a luz incide e n2 o índice de refração do meio onde ocorre a refração.

## Dedução
Com o feixe incidente fazendo o ângulo de polarização, o feixe refletido é perpendicular ao feixe transmitido. Portanto, o ângulo de refração {\displaystyle \theta _{1}} é o complementar do ângulo de polarização {\displaystyle \theta _{2}}: 
{\displaystyle \sin \left(\theta _{2}\right)=\cos \left(\theta _{1}\right)}
Com a Lei de Snell: 
{\displaystyle n_{1}\sin \left(\theta _{1}\right)=n_{2}\sin \left(\theta _{2}\right)}
{\displaystyle n_{1}\sin \left(\theta _{1}\right)=n_{2}\cos \left(\theta _{1}\right)}
{\displaystyle {\frac {\sin \left(\theta _{1}\right)}{\cos \left(\theta _{1}\right)}}={\frac {n_{2}}{n_{1}}}}
Utilizando a relação matemática encontrada por Brewster, temos que 
{\displaystyle \tan \left(\theta _{1}\right)={\frac {n_{2}}{n_{1}}}}
Portanto, podemos calcular o ângulo de Brewster por: 
{\displaystyle \tan \left(\theta _{B}\right)={\frac {n_{2}}{n_{1}}}}
Que é o mesmo que:
{\displaystyle \theta _{B}=\arctan \left({\frac {n_{2}}{n_{1}}}\right)}
A partir desse ponto, a relação trigonométrica auxilia na determinação do ângulo de Brewster, bastando que se conheça o índice de refração relativo entre o meio 2 e o meio 1.

## Aplicações
A polarização por reflexão, e consequentemente o ângulo de Brewster, tem inúmeras aplicações práticas. Óculos de sol polarizados, por exemplo, usam este princípio para diminuir a incidência de luz refletida de superfícies horizontais, como grandes volumes de água e o pavimento de estradas, por exemplo. Ao depositar um filme de pequena espessura nas lentes dos óculos, é possível diminuir a quantidade de luz que chega nos olhos do utilizador, evitando clarões devido à reflexão.  
Fotógrafos também podem usar esse princípio físico para poder fotografar objetos embaixo da água. A luz do sol, ao refletir na água sob o ângulo de Brewster, é polarizada paralelamente à água. Logo, usando um filtro polarizador e girando-o até torná-lo perpendicular à luz que reflete na água, consegue-se eliminar a luz do Sol incidindo na câmera e fotografar o objeto.